# 바다의 침묵 (소설)
《바다의 침묵》(프랑스어: Le Silence de la mer 르 실랑스 드 라 메르[*], 프랑스어: [lə silɑ̃s də la mɛʁ])은 1941년 여름에 소설가 베르코르(Vercors)가 쓰여진 프랑스의 소설이다. 제2차 세계 대전 시기에 독일 군대가 프랑스를 점령하던 과정에서 집필되었으며, 프랑스 레지스탕스 계열 출판사였던 레 제시옹 드 미뉘(Les Éditions de Minuit)에서 출간되었다. 이 책은 독일의 점령에 대항한 정신적 저항의 상징으로 여겨지게 되었다.

## 줄거리
이 책에서 베르코르는 자신의 집을 점령한 독일 군인과 이야기를 하지 않으면서, 저항에 대해 보여준다. 그들을 점령하던 독일 군인은 옛 작곡가였는데, 국가사회주의 독일 노동자당(나치당)에게 속아 독일과 프랑스의 협력을 꿈꾸고 있다. 그러나, 독일의 목표가 파멸과 착취라는것을 알고 난 후, 그는 프랑스를 떠나 동부 전선에서 싸우기로 결심한다.

## 각색
이 책은 시릴 코널리에 의해 "Put Out the Light"라는 이름으로 영어로 번역되었다. 1949년에는 이 책을 기반으로 한 장 피에르빌 감독의 영화가 개봉되었다. 2004년에는 이 책을 기반으로 한 피에르 부트롱 감독의 영화가 개봉되었다.

## 같이 보기
- 레지스탕스
- 르 몽드가 선정한 세기의 도서 100권
- 비시 프랑스